# Дзбоев, Михаил Николаевич
Михаил Николаевич Дзбоев (род. 13 апреля 1938, с. Карман-Синдзикау, Северо-Осетинская АССР, РСФСР, СССР) — советский осетинский и российский скульптор. Заслуженный художник РФ (2001). Член Союза художников СССР с 1973 года.

## Биография
Родился в селении Карман-Синдзикау 13 апреля 1938 года.
В 1959 году окончил художественно-графическое отделение Северо-Осетинского педагогического училища города Орджоникидзе.
В 1971 году окончил Московский государственный художественный институт имени В. И. Сурикова (мастерская народного художника СССР, академика Н. В. Томского)
Автор памятников Кирову, братьям Дубининым, героям Великой Отечественной войны, монументальной скульптуры осетинского божества охоты и покровителя зверей Афсати, встречающей туристов в Цейском ущелье, и другие.
Член правления Союза художников Республики Северная Осетия-Алания.

## Звания и награды
- Заслуженный художник Российской Федерации
- Народный художник Республики Северная Осетия-Алания
- Лауреат Государственной премии РСО-Алания имени К. Л. Хетагурова (1991)
- Лауреат национальной премии «Яблоко нартов» в номинации «Искусство» за 2009 год

## Работы
В 2008 году в г. Дигоре открыт 5-метровый памятник Сталину работы Дзбоева.